# Einspannmoment
Ein Einspannmoment ist das Moment, das von der Umwelt über ein Lager auf das gelagerte Bauteil ausgeübt wird, wenn das Lager eine Verdrehung des Bauteils gegenüber der Umwelt verhindert.
Die Einspannung eines Bauteils verhindert neben der Drehung auch die Verschiebung des Bauteils gegenüber der Umwelt. Dann kommt eine Auflagerkraft hinzu. Der Oberbegriff von Auflagerkraft und Einspannmoment ist die Auflagerreaktion.
Die Bestimmung der Auflagerreaktionen an einem Lager erfolgt über die Gleichgewichtsbedingungen.